# Запис Милановића храст (Грабовац)
Запис Милановића храст (Грабовац) се налази на парцели чији је власник Милановић Ненад И Предраг.

## Локација
| Општина             | Свилајнац                                                        |
| Катастарска општина | Грабовац                                                         |
| Потес               | Стари виногради                                                  |
| Координате          | 44° 11′ 13″ С; 21° 13′ 53″ И / 44.186999999999998° С; 21.2315° И |
| Надморска висина    | 183m                                                             |

## Карактеристике
Дендрометријске вредности утврђене на терену и сателитским снимцима:
| Стабло                     | Храст |
| Висина стабла              | m     |
| Обим дебла                 | m     |
| Пречник крошње             | 14m   |
| Пречник дебла              | m     |
| Висина дебла до прве гране | m     |

## База записа
Запис је у оквиру Викимедија пројекта "Запис - Свето дрво" заведен под редним бројем 0277.